# Copris corniger
Copris corniger là một loài bọ cánh cứng trong họ Bọ hung (Scarabaeidae).